# Biotop-See
Der Biotop-See (manchmal auch einfach nur als Teich oder Ententeich bezeichnet) ist ein künstlicher Baggersee in Heiden im Münsterland.

## Geographie und Umgebung
Der See liegt im Süden des Heidener Siedlungsgebietes und ist Teil des Sport- und Freizeitzentrums der Gemeinde. Gespeist wird der See aus einem Nebenbecken von Süden her.
Rund um den See sind Wege und eine Parklandschaft angelegt, die als Biotop bezeichnet wird. Im Westen des Gewässers liegt die Aushubhalde des Baggersees, die mit Bäumen bepflanzt wurde. Aufgrund des einseitig breiten Hangs, der bei Schnee als Abfahrt genutzt wird, heißt der Hügel im Volksmund auch Rodelberg. Im Norden des Sees liegt die Festwiese des Schützenfestes. Im Osten schließen sich das Freibad, das Heimathaus und die Westmünsterlandhalle, eine Mehrzweckhalle, an. Des Weiteren gibt es im Südosten mehrere Sportanlagen. Westlich des Biotop-Sees liegt das ehemalige Krankenhaus und heutige Altenzentrum St.Josef sowie das Pfarrhaus der katholischen St.-Georg-Gemeinde.

## Geschichte
Das Freizeitzentrum entstand Anfang der 1990er Jahre als Erweiterung des bestehenden Freibads. Der See wurde auf einer ehemaligen Brachfläche ausgehoben. Das speisende Nebenbecken wurde erst 2010 oberflächlich an den See angeschlossen.